# (5610) Balster
(5610) Balster es un asteroide perteneciente al cinturón de asteroides descubierto el 16 de octubre de 1977 por Cornelis Johannes van Houten en conjunto a su esposa también astrónoma Ingrid van Houten-Groeneveld y el astrónomo Tom Gehrels desde el Observatorio del Monte Palomar, Estados Unidos.

## Designación y nombre
Designado provisionalmente como 2041 T-3. Fue nombrado Balster  en honor de Harry A. M. Balster y su hermana menor Yvonne. Harry es un astrónomo aficionado muy activo en Nymegen, Países Bajos. Sus principales campos de interés son la investigación de manchas solares y el entusiasmo del público en general por la astronomía. De profesión es ingeniero electrónico. Cuando I. van Houten estaba midiendo sus platos en Nymegen, Harry siempre ayudaba cuando había algo mal con el motor de medición. Su hermana, de profesión programadora y asistente general en el departamento de astronomía de Nymegen, es de gran ayuda para I. van Houten como su hermano.

## Características orbitales
Balster está situado a una distancia media del Sol de 2,802 ua, pudiendo alejarse hasta 2,927 ua y acercarse hasta 2,677 ua. Su excentricidad es 0,044 y la inclinación orbital 3,354 grados. Emplea 1713,54 días en completar una órbita alrededor del Sol.

## Características físicas
La magnitud absoluta de Balster es 12,8. Tiene 7,812 km de diámetro y su albedo se estima en 0,241. Está asignado al tipo espectral S según la clasificación SMASSII.